# Lassi Sinkkonen
Lassi Juhani Sinkkonen, född 1 april 1937 i Viborg, död 3 februari 1976 i Helsingfors, var en finländsk poet och författare.

## Liv och författarskap
Lassi Sinkkonen identifierade sig själv som arbetarförfattare eftersom det var det manuella arbetet och arbetslivet som influerade valet av ämnen och motiv i hans författarskap. Innan han slog in på författarbanan arbetade han bland annat som målare samt inom metall- och byggindustrin. Hans poesi, präglad av Helsingforsslang och jämförd med verk av Arvo Turtiainen, uppvisar starka realistiska drag och berör frågor som var viktiga för 1960-talets arbetarrörelse. Sinkkonen innehade talrika förtroendeuppdrag inom Finska författarförbundet och Finlands kommunistiska parti, där han tillhörde den så kallade majoritetsfraktionen.
Förutom poesin skrev Sinkkonen även fem romaner, fyra av vilka översattes snabbt till svenska, vilket bidrog till att han blev en av den tidens mest tillgängliga finländska författare i Skandinavien. Mest kända blev böckerna Sprutpistolen (1968), Solveigs sång (1970) och Cirkelcirkus (1975).
I sin första roman Sprutpistolen skildrar Sinkkonen arbetslivet på ett sovjetägt företag i Finland. Solveigs sång, som utspelar sig i Helsingfors under andra världskriget, är en analys av en arbetarfamiljs liv. Boken blev en bästsäljare, belönades med Tack för boken-medaljen 1971 och filmatiserades för TV 1974 med Leena Uotila i huvudrollen. Romanens fortsättning är Solveig och Jussi (1973). Den enda av Sinkkonens romaner som inte har översatts till svenska, Mutta minulla ei olisi rakkautta (1972), bär självbiografisk prägel.
Sinkkonen begick självmord vid en ålder av 38.

### Diktsamlingar
- Harhaileva aamupäivä, 1965
- Väljät vaatteet, 1966
- Sinusta huomiseen, 1967
- Meitä kohti, 1968
- Minä maani maailmassa, 1969
- Meitä kohti: Runoja vuosilta 1965–1973, 1974

### Romaner
- Sumuruisku, 1968

svensk utgåva Sprutpistolen, 1973
- Solveigin laulu, 1970

svensk utgåva Solveigs sång, 1972
- Mutta minulla ei olisi rakkautta, 1972
- Solveig ja Jussi, 1973

svensk utgåva Solveig och Jussi, 1974
- Sirkkelisirkus, 1975

svensk utgåva Cirkelcirkus, 1976

## Priser och utmärkelser
- 1969 – Statspriset för litteratur
- 1971 – Kalevi Jäntti-priset
- 1971 – Tack för boken-medaljen